# Удовиченко Олександр Гаврилович
Олександр Гаврилович Удовиченко (18 листопада 1904, село Тарасівка Зіньківського повіту Полтавської губернії, тепер Зіньківського району Полтавської області — розстріляний 22 вересня 1938) — український радянський партійний діяч, 2-й секретар Організаційного бюро ЦК КП(б)У по Полтавській області. Депутат Верховної Ради СРСР 1-го скликання.

## Біографія
Народився у родині селянина-бідняка. У 1916 році закінчив сільську школу в селі Тарасівці Зіньківського повіту. У квітні 1915 — жовтні 1918 року — наймит у заможних селян в селі Тарасівці. У жовтні 1918 — травні 1922 року — селянин в господарстві батьків. У 1921 році вступив до комсомолу.
У травні 1922 — березні 1924 року — сільський профспілковий уповноважений профспілки «Робземлісу» в селі Тарасівці Зіньківського району.
У березні — серпні 1924 року — робітник із вилову риби риболовної артілі спілки споживчих товариств «Вукоопспілки» на Білосарайській косі Азовського моря.
У серпні 1924 — липні 1925 року — завідувач сільського клубу і секретар осередку комсомолу в селі Тарасівці Зіньківського району.
У липні 1925 — листопаді 1926 року — секретар Зіньківського районного комітету взаємодопомоги Полтавського округу.
У листопаді 1926 — липні 1927 року — агітатор-пропагандист Шишацького районного комітету ЛКСМУ Полтавського округу.
Член ВКП(б) з січня 1927 року.
У липні 1927 — липні 1928 року — секретар Шишацького районного комітету ЛКСМУ Полтавського округу.
У липні 1928 — червні 1929 року — секретар Сахновщинського районного комітету ЛКСМУ Полтавського округу.
У червні 1929 — березні 1930 року — голова сільськогосподарського кредитного товариста у селі Дар-Надєжда Полтавського округу. У березні — жовтні 1930 року — голова Сахновщинської районної спілки споживчої кооперації. У 1930 році закінчив двомісячні курси пропагандистів при ЦК КП(б)У.
У жовтні 1930 — жовтні 1931 року — інспектор Сахновщинської районної Контрольної комісії — Робітничо-селянської інспекції.
У жовтні 1931 — жовтні 1932 року — студент робітничого факультету при Харківському інституті радянського будівництва і права (закінчив один курс).
У жовтні 1932 — лютому 1935 року — завідувач агітаційно-пропагандистського відділу, завідувач організаційного відділу — заступник секретаря Новогеоргіївського районного комітету КП(б)У Харківської області. У 1935 році закінчив тримісячні курси районних партійних працівників при ЦК КП(б)У в Києві.
У лютому 1935 — березні 1936 року — заступник секретаря Оболонського районного комітету КП(б)У Харківської області.
У березні — жовтні 1936 року — 2-й секретар Драбівського районного комітету КП(б)У Харківської області.
У жовтні 1936 — квітні 1937 року — слухач Всеукраїнських курсів марксизму-ленінізму при ЦК КП(б)У в Києві.
У квітні — вересні 1937 року — 1-й секретар Липово-Долинського районного комітету КП(б)У Харківської області.
У вересні — жовтні 1937 року — заступник завідувача відділу керівних партійних органів Харківського обласного комітету КП(б)У.
У вересні 1937 — травні 1938 року — 2-й секретар Організаційного бюро ЦК КП(б)У по Полтавській області.
4 червня 1938 року заарештований органами НКВС. 22 вересня 1938 року засуджений до розстрілу, того ж дня страчений.
Посмертно реабілітований 22 серпня 1957 року.